# Danzig (Dakota del Nord)
Danzig è un'area non incorporata degli Stati Uniti d'America della contea di McIntosh nello Stato del Dakota del Nord.

## Storia
Un ufficio postale chiamato Danzig era in funzione dal 1898 al 1955. La comunità prende il nome da Danzica (Danzig), una città della Prussia (oggi in Polonia).